# ジョー・シャーロン
ジョー・シャーロン（Qiu Xiaolong、裘小龍、1953年 - ）は、中華人民共和国・上海出身の小説家、推理作家、詩人。北京外国語大学で英米文学を学び、1988年よりアメリカ合衆国で生活している。
2000年、英語で執筆した推理小説『上海の紅い死』（Death of a Red Heroine）で小説家としてデビュー。以降も、同作に始まるチェン警部シリーズをアメリカで英語で発表し続けている。著作はフランス語やドイツ語、スペイン語、イタリア語、北欧の諸言語、中国語、日本語などに翻訳されている（もともとの英語版が刊行されず、フランス語訳版のみ刊行されている長編作品もある）。
名前の漢字表記の「裘小龍」は、日本語の読みでは「きゅう・しょうりゅう」、中国の共通語では「チウ・シャオロン」と読むが、アメリカでは英語風の発音で「ジョー・シャーロン」と自ら名乗っていることから、デビュー作の『上海の紅い死』の日本語訳版では、著者名の表記は「ジョー・シャーロン」とされた。

## 略歴
1953年、上海生まれ。小学生の時に文化大革命が始まり、香水ショップのオーナーだった父親はブルジョワと見なされ裁判にかけられた。英語を独学したのち、北京外国語大学で英米文学を学び、奨学金を得て1988年にミズーリ州セントルイス・ワシントン大学に留学。中国にいるころにすでに、詩や評論を発表したり翻訳を手掛けるなどしており、作家協会の会員にもなっていた。1989年に天安門事件が起きると、アメリカ合衆国に留まる決意をし、以降、セントルイス在住。ワシントン大学で中国文学を教えている。
2000年、デビュー作の『上海の紅い死』（Death of Red Heroine）を刊行。この作品は、上海警察殺人課の警部である陳操（チェン・カオ）が活躍するミステリ作品。この作品で、アメリカのバウチャーコンで毎年実施されるアンソニー賞（en、1986年 - ）の最優秀デビュー長編賞を受賞し、アメリカ探偵作家クラブの最優秀デビュー長編賞にもノミネートされた。
以来、チェン警部シリーズを次々と発表し、2010年までに7作品が刊行されている（うち、最新作はフランスで先行発売）。また、シリーズ外の短編集『Years of Red Dust』は、英語圏に先駆けてフランス、つづいてドイツで刊行されベストセラーになった。
チェン警部シリーズは中国語訳も刊行されているが、舞台が上海から「H city」に変更されるなど地名がすべて変更され、政治的に問題のある単語や文は削除されている。

## 日本語訳作品
- 上海の紅い死（上下巻） （訳：田中昌太郎、2001年11月、早川書房 ハヤカワ・ミステリ文庫、ISBN 9784151731013、ISBN 9784151731020）（Death of a Red Heroine (2000)）

## 著作リスト
英語で執筆し、基本的にアメリカ合衆国で刊行。ただし一部、フランス語に訳したもののみ刊行されており、英語では刊行されていないものもある。

### チェン警部シリーズ
1. Death of a Red Heroine (2000) （en）（上海の紅い死）
2. A Loyal Character Dancer (2002) （en）
3. When Red Is Black (2004) （en）
4. A Case of Two Cities (2006) （en）
5. Red Mandarin Dress (2007)
6. The Mao Case (2009)
7. Don't cry Tai Lake (2012)
8. Enigma of China (2013)
9. Shanghai Redemption (2015)
10. Hold Your Breath China (2020)
11. Becoming Inspector Chen (2021)　いつも先行しているフランス語版はなし。Inspector Chen and Me (先行するフランス語版はIl était une fois L'inspecteur Chen)という自伝とチェンの混ざった短編集を、連作短編に書き直したもの。
12. Inspector Chen and the Private Kitchen Murder (2021)

### その他小説
- Cité de la Poussière rouge （フランス語）(2007) - 短編集。先にフランスで刊行、2010年に英語版"Years of Red Dust"刊行。
- La Bonne fortune de Monsieur Ma　(2011) - フランス語短編。英語版はBecause of Doctor ZhivagoでInspector Chen and MeとBecoming Inspector Chenに収録
- Des nouvelles de la Poussière Rouge (2013) - 短編集。フランス語。

### 詩集
- Lines Around China (2003)

## 翻訳家としての仕事
中国の詩を英訳している。
- Treasury of Chinese Love Poems (2003)
- 100 Poems from Tang and Song Dynasties (2006)
- Evoking Tang: An Anthology of Classical Chinese Poetry (2007)